# Charis gynaea
Charis gynaea är en fjärilsart som beskrevs av Pierre André Latreille och Jean Baptiste Godart 1824. Charis gynaea ingår i släktet Charis och familjen Riodinidae. Inga underarter finns listade i Catalogue of Life.